# Mercedes-Benz 770

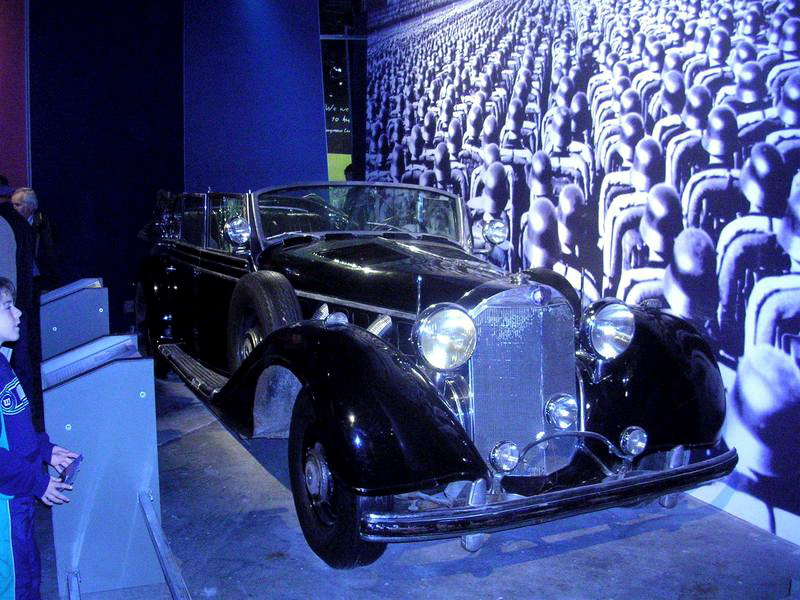
Личный автомобиль Адольфа Гитлера

Mercedes-Benz 770, также известный как Großer Mercedes (рус. «Большой Мерседес») — автомобиль, выпускавшийся немецкой автомобилестроительной компанией Mercedes-Benz двумя сериями с 1930 по 1943 год. Это, вероятно, самый известный автомобиль из архивных кадров о высокопоставленных нацистских чиновниках до и во время Второй мировой войны. Среди владельцев автомобиля были японский император Хирохито, папа римский, рейхспрезидент Пауль фон Гинденбург, Адольф Гитлер, Герман Геринг, Вильгельм II в изгнании.
Первая серия с заводским индексом W07 производилась с 1930 по 1938 год. Автомобиль выпускался в нескольких модификациях кузова (лимузин, различные варианты кабриолетов и туринг), в том числе исключительно в виде шасси для последующей установки индивидуальных кузовов сторонними фирмами. Несмотря на консервативную конструкцию шасси, автомобиль пользовался повышенным интересом в политических кругах и в среде финансистов, в том числе благодаря бронированной версии.
Вторая серия была официально представлена перед началом войны в 1938 году и получила заводской индекс W150. Автомобиль решал проблему первого поколения благодаря модернизированной ходовой части с независимой подвеской и слегка улучшенными двигателями. Производство модели, выпускавшейся как и предшественник в различных модификациях кузова, длилось до 1943 года.

## История

### Первое поколение (W07; 1930—1938)

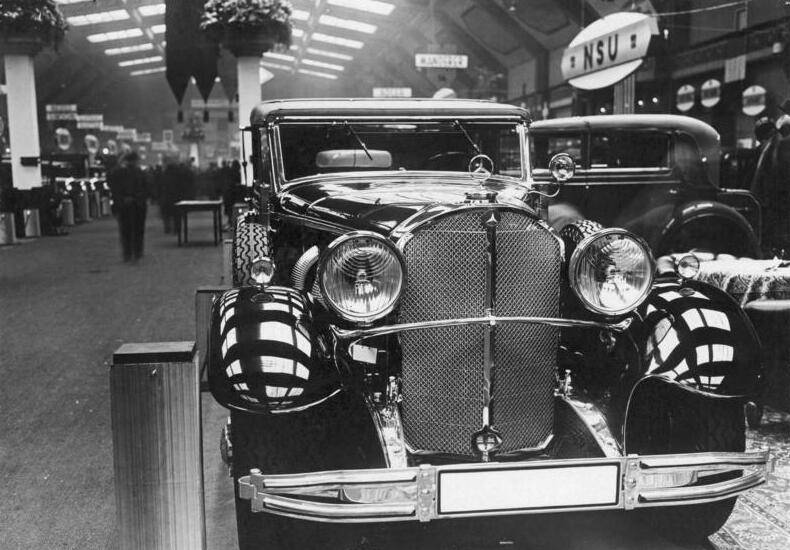
Mercedes Benz 770 (W07) на Берлинском автосалоне, 1931 год

В конце 1920-х годов для компании Mercedes-Benz настало время установления нового ориентира в сегменте автомобилей премиум-класса. В первую очередь это было связано с устареванием модели Mercedes-Benz 630 и началом производства конкурентных Maybach 12 с двигателем V12 мощностью в 150 л. с. и Maybach Zeppelin, в связи с чем концерн Daimler-Benz имел опасность потерять свои позиции на рынке.
Mercedes-Benz 770 с внутренним индексом W07 появился в сентябре 1930 года как замена модели Mercedes-Benz 630. Разработка прототипа и конструкторские работы длились на протяжении двух лет. Производство было налажено в Штутгарт-Унтертюркхайме, Германия. Автомобиль был представлен в октябре 1930 года на автосалоне в Париже. Разработкой данной серии концерн Daimler-Benz планировал вернуться в сегмент дорогих автомобилей на международном уровне. Новые автомобили были предназначены в основном для высокопоставленных чиновников. Модельный ряд состоял всего из двух модификаций. Несмотря на завышенные ожидания, с технической точки зрения новый автомобиль не представлял собой большого шага вперёд в области новых технологий (в отличие от Mercedes-Benz 170, который вышел в 1931 году и оснащался передовым шасси с независимой подвеской). Тем не менее, удачный строгий дизайн и унифицированная ходовая часть сыграли свою роль.
Mercedes-Benz W07 оснащался рядным восьмицилиндровым двигателем рабочим объёмом 7655 см³ с двойным зажиганием. Этот силовой агрегат предлагался в двух модификациях: обычный атмосферный и с нагнетателем. Без наддува силовой агрегат выдавал мощность в 150 л. с. (110 кВт) при 2800 об/мин. С наддувом типа Roots (нагнетатель с ротором противоположного направления вращения и перекрещивающимися лопатками) мощность поднималась до 200 л. с. (150 кВт) при 2800 об/мин, которые разгоняли автомобиль до 160 км/ч. Несмотря на свободу выбора, только 13 из 117 клиентов компании заказали версию без нагнетателя, сэкономив около 3000 рейхсмарок. Вариант в кузове пульман-лимузин обходился заказчикам в 41 000 рейхсмарок.
Немецкое автомобильное издание Motor und Sport так описало в своей заметке новую модель:
Большой Мерседес, безусловно, быстрый автомобиль. Со своим кузовом он достигает скорости в 150 км/ч. Во многих кругах подобная производительность рассматривается как скорость гоночного автомобиля.
Автомобиль оснащался трёхскоростной коробкой переключения передач, которая предлагала водителю в сумме шесть передач. На модель установили жёсткую ось с Н-образным сечением спереди и жёсткую ось типа «банджо» сзади. Обе крепились к U-образной раме при помощи полуэллиптических рессор (также, как и на престижном Maybach Zeppelin). Флагманская версия серии оснащалась колёсами с деревянными (известный как артиллерийские колёса) или металлическими спицами, на которых устанавливались шины размерностью 7,00-20. Размеры автомобиля зависели от типа кузова, колёсная база составляла 3750 мм, а передняя колея совпадала с задней (1500 мм).
Несмотря на технически консервативный дизайн, «Большой Мерседес» быстро завоевал популярность и признание во многих странах мира. Так, например, императорская семья Японии заказала 6 экземпляров серии в период с 1932 по 1935 годы. Новая флагманская модель от Mercedes-Benz также пользовалась растущей популярностью среди богатых промышленников и финансистов, в связи с чем транспортные средства часто изготавливались индивидуально на заказ. Завод в Зиндельфингене производил классическое шасси, на которое позже можно было установить любой кузов. В сентябре 1932 года серия выпускалась в кузовах кабриолет версий B, C, D и F, а также в варианте семиместного туринга. В соответствии с прайс-листом они были доступны только в версии с нагнетателем. С февраля 1936 года компания решила выпускать пульман-лимузин и унифицированное шасси также только с двигателем, оснащённым нагнетателем.
В списке компаний, которые занимались разработкой кузовов для шасси W07 на заказ, значатся следующие фирмы:
- Auer, Штутгарт-Бад-Канштатт;
- Erdmann & Rossi, Халензе;
- Josef Neuss, Халензе;
- Papler, Кёльн;
- Reutter, Штутгарт;
- Voll & Ruhrbeck, Шарлоттенбург.

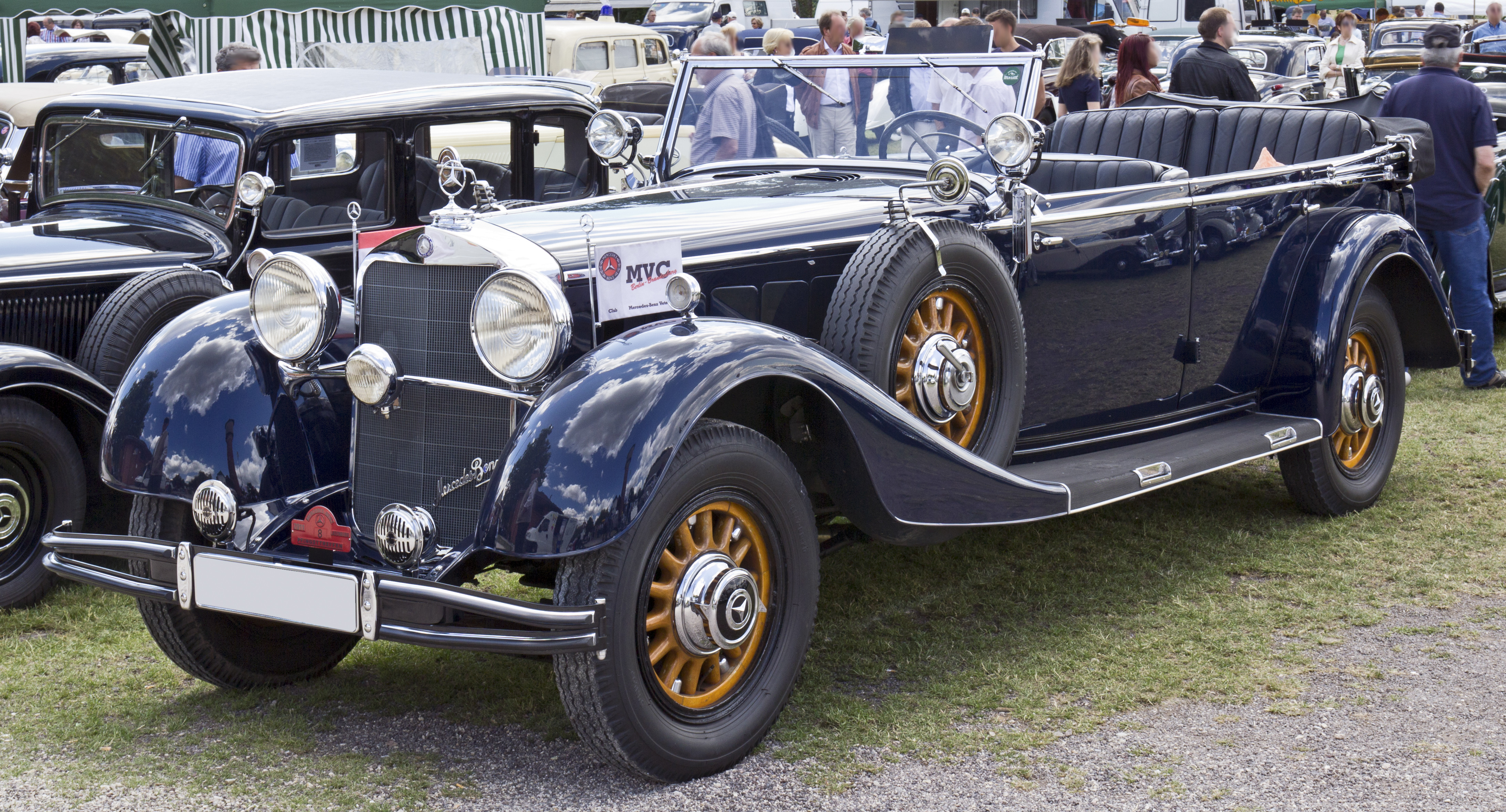
Mercedes-Benz 770 (W07) в кузове кабриолет

За время производства дизайн предлагавшихся кузовов успел модернизироваться от квадратных консервативных форм до более округлых и гладких линий. Визуальной особенностью автомобиля являлся клиновидный заострённый радиатор, выделявший транспортное средство среди других моделей. Ещё одной отличительной особенностью «Большого Мерседеса» стал тот факт, что автомобиль был одним из первых транспортных средств с двигателем внутреннего сгорания, который выпускали на заводе-изготовителе в бронированной версии. Одним из таких экземпляров стал автомобиль императора Японии Хирохито, который в 1971 году был передан компании Mercedes-Benz для выставки в музее (где он расположился рядом с кабриолетом F-версии, принадлежавшей императору Германии Вильгельму II вплоть до его смерти). Боковое и заднее стекло, а также стеклянная перегородка в автомобиле императора сделаны до четырёх слоёв стекла толщиной до 22 мм. Крыша и двери укреплены стальными листами. Доставка заказчику осуществилась в январе 1935 года, хотя сам прототип был представлен ещё в августе 1932 года.
Mercedes-Benz 770 W07 выпускался с 1930 по 1938 год. За этот период было произведено в общей сложности 119 автомобилей.

### Второе поколение (W150; 1938—1943)

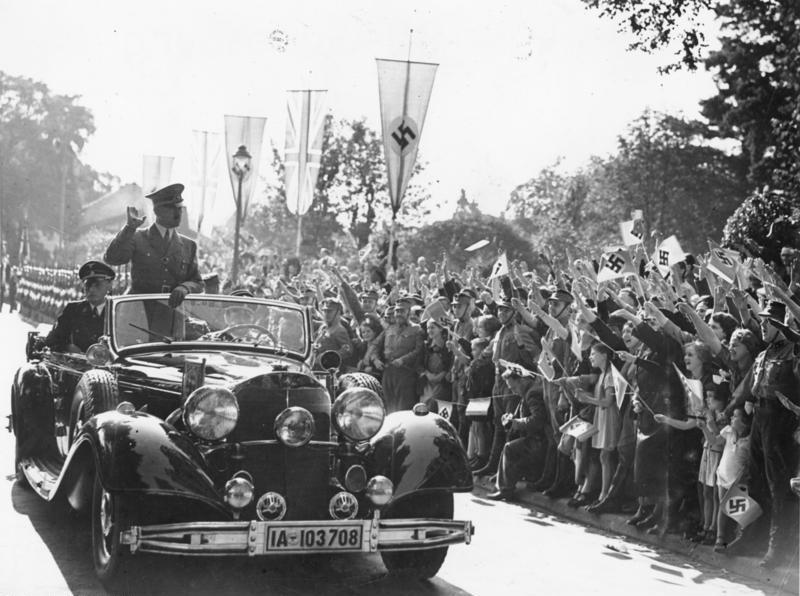
Адольф Гитлер на кабриолете W150 в Бад-Годесберге, 1938 год

Разработка преемника W07 началось примерно в конце 1936 года и, как полагается, связана с двумя обстоятельствами: с одной стороны повышенный спрос представительных лиц и членов различных государств на более современный премиум-автомобиля, и с другой стороны осознание того факта, что существующая модель «Большого Мерседеса» с его консервативной подвеской более не отвечает требованиям, установленным концерном Daimler-Benz AG. Кроме того, компания рисковала своим имиджем производителя передовых шасси, который она завоевала выпуском 170 модели в 1931 году и выдачей международных лицензий на собственную разработку.
Mercedes-Benz 770 второго поколения (с внутренним индексом W150) появился в 1938 году и был представлен на Франкфуртском автосалоне. В отличие от своего предшественника W150 мог похвастаться большим количеством прогрессивных решений, достигнутых в области автомобильной техники. Разработкой автомобиля под руководством Макса Сайлера занимался главный конструктор компании Макс Вагенер (нем. Max Wagner), который перебрался в Унтертюркхайм из Benz & Cie. вместе с доктором Хансом Нибелем. Новое шасси автомобиля было сделано из трубы овального сечения, с независимой подвеской передней оси и подвеской типа «Де Дион» сзади. Двигатель сохранил свою конструкцию, но благодаря небольшим модификациям мощность его возросла. Ёмкость топливного бака автомобиля возросла со 120 до 195 литров.
Конструкция кузова подверглась модернизации, в результате чего автомобиль увеличился в размерах. Одновременно с этим увеличилась и его масса. Если W07, согласно брошюр того времени, весил около 2700 килограмм, то масса W150 колебалась в диапазоне от 3400 до 3600 кг. А особая бронированная версия и вовсе обладала колоссальной массой в 4400 кг для шестиместной версии и 4550 кг для ещё более усиленной четырёхместной модели. Окна такой безопасной модификации делали из 40-миллиметрового многослойного стекла, пол устилали 8,8-миллиметровыми пластинами, а остальную часть кузова, включая крышу, оснащали 3,3-миллиметровыми пластинами из специальной стали. В качестве компенсации за увеличения веса крылья были сделаны из лёгкого сплава. На колёсах устанавливались 20-секционные камеры в армированных шинах. Инициатором подобного подхода стал Фридрих Гейгер, который впоследствии стал руководителем конструкторского отдела концерна Daimler-Benz в 1950-е годы.

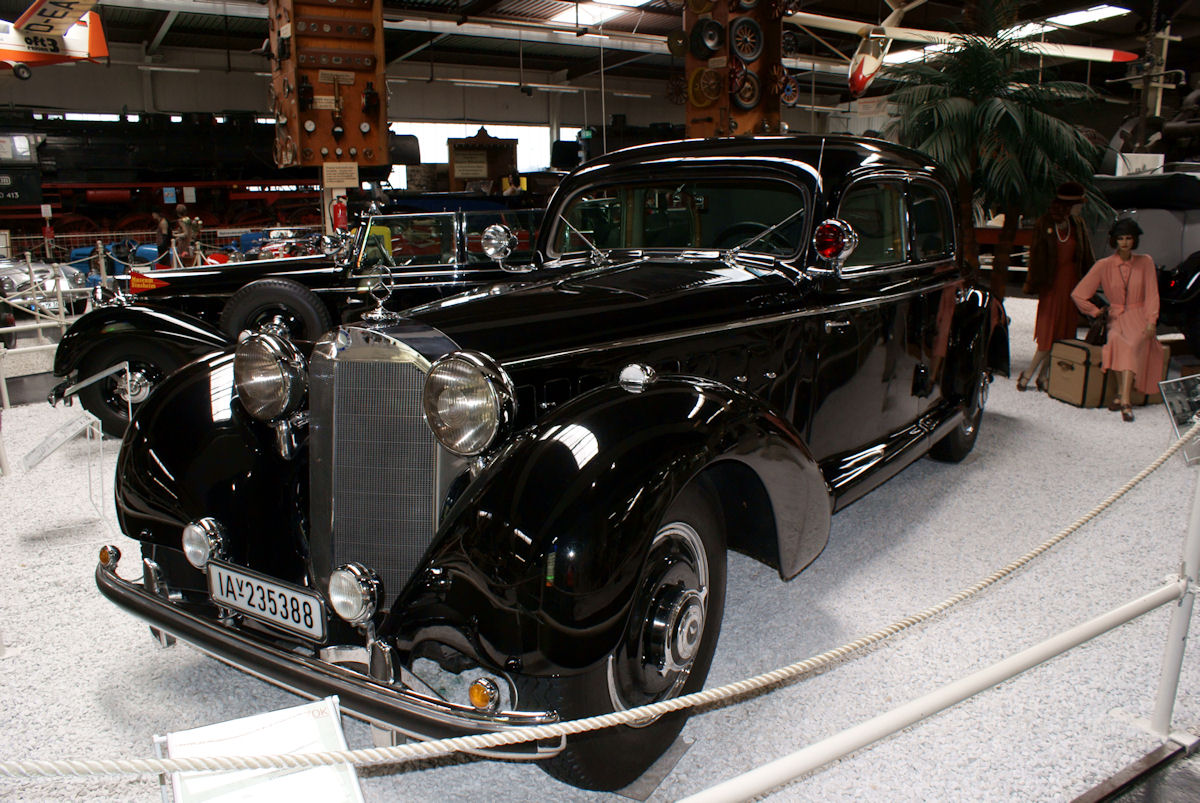
Mercedes-Benz 770 (W150) 1943 года

Официально компания представила модельный ряд, выпускающийся в кузовах пульман-лимузин, кабриолет D и F, а также открытый туринг. Для каждого из них было выпущено несколько специально бронированных единиц. 10 дополнительных бронированных четырёхдверных лимузинов были произведены для членов правительства в период с июня 1943 по июль 1944 года. Максимальная скорость бронированных автомобилей понизилась со 170 до 80 км/ч по причине выносливости шин.
Сборка всех моделей W150 осуществлялась на заводе в Зиндельфингене. Под руководством Германа Аренса кузова изготавливались в соответствии с конкретными пожеланиями отдельных клиентов. Многие из них имели подпись Фридриха Гейгера, который после войны стал первым человеком, возглавивший вновь созданный отдел дизайна.
Новый «Большой Мерседес» стал предметом повышенного интереса как среди властей, так и гражданских заказчиков. Тем не менее, из-за начала войны 1 сентября 1939 года только несколько транспортных средств были доставлены гражданским лицам, так как заказам со стороны властей было уделено первостепенное внимание. Кроме того, война также повлияла и на количество выпускаемых моделей, спад которых отметился в начале 1940-х годов. Громоздкая машина, как нельзя лучше соответствовавшая господствовавшему в нацистской Германии культу гигантизма, пришлась по душе фюреру Адольфу Гитлеру и практически сразу же после премьеры модели концерн получил заказ на производство особой партии для немецкого руководства (рейхсмаршала авиации Геринга, главы СС Генриха Гиммлера и самого Гитлера).
До конца производства (в 1943 году) было построено 88 автомобилей серии W150, половина из них выпущена в 1939 году. Самой большой популярностью пользовался открытый туринг (46 единиц), после него шёл лимузин (18 единиц). Последние три шасси были изготовлены на производственных мощностях Унтертюркхайма в июне 1943 года, однако наиболее поздние экземпляры были собраны и доставлены клиентам в марте 1944 года.
После войны Mercedes-Benz 770 был доставлен в распоряжении различных глав государств. Так, например, автомобиль попал в королевские автопарки Швеции и Норвегии. Он использовался во время визита Уинстона Черчилля норвежского короля Хокона в Осло в мае 1948 года, а также во время встречи королевы Елизаветы с принцем Филиппом в 1955 году.

## Описание

### Экстерьер

#### W07

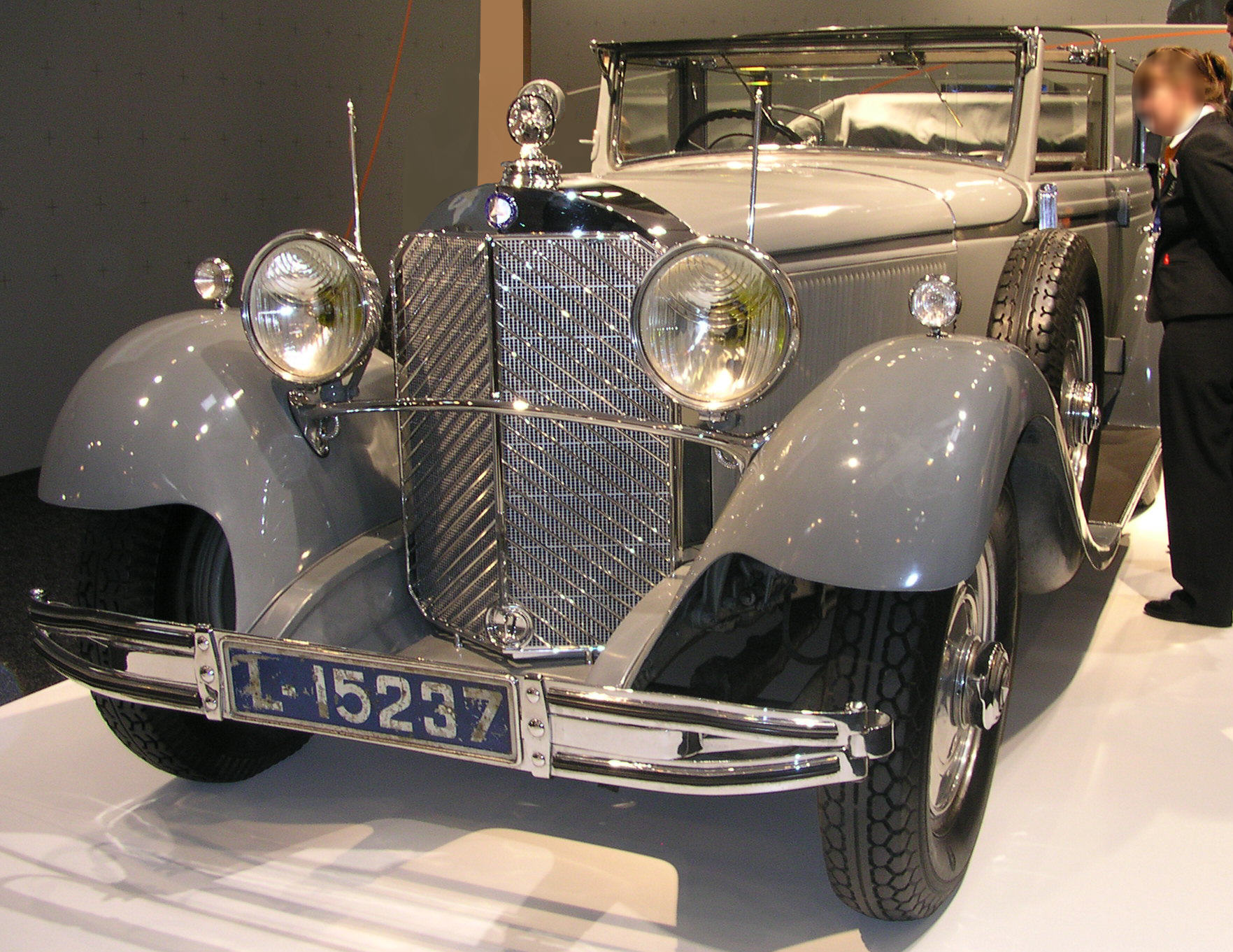
Автомобиль (W07) кайзера Вильгельма II

В дизайне ранних моделей Mecedes-Benz W07 преобладали острые края и квадратные формы, контрастирующие с вертикальными ветровыми стёклами и отсутствующим задним отделом кузова. Более поздние варианты серии получили плавные и гладкие линии. С течением времени менялся также дизайн нижней панели передней части кузова и колёсных арок. Благодаря аэродинамической оптимизации строения кузова компании удалось без модернизации силовых агрегатов увеличить максимальную скорость автомобиля со 150 км/ч до 160.

#### W150

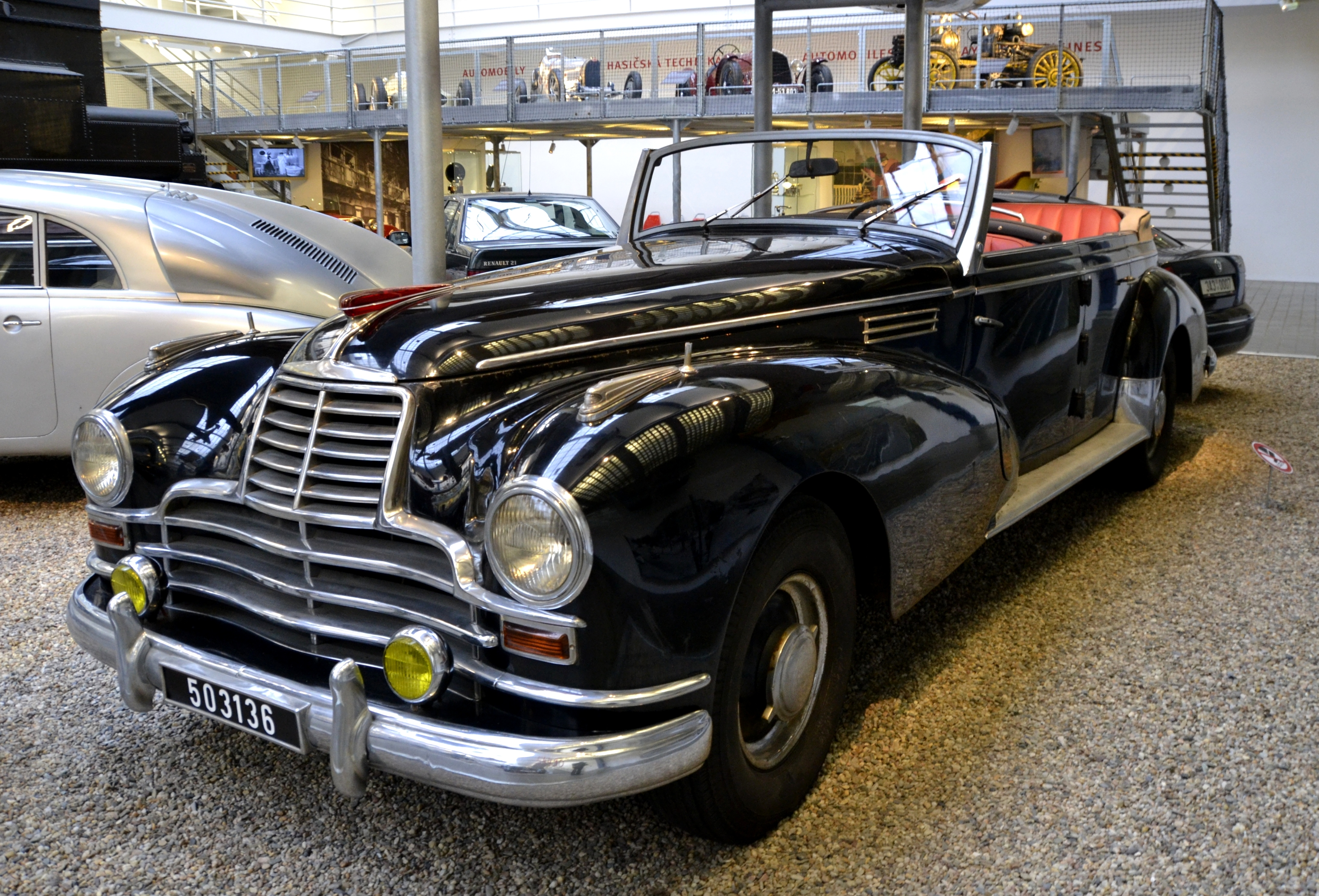
Модернизированный W150

В сравнении со своим предшественником W150 получил увеличенный кузов. Колёсная база возросла на 130 мм, ширина передней колеи увеличилась на 100 мм, а сзади на 150 мм. Перед дизайнерами, работающих под руководством Германа Аренса, была поставлена задача создать более лёгкий и просторный кузов, в связи с чем длина автомобиля выросла на 400 мм и стала равняться ровно 6 м. Дизайнерские решения экстерьера в основном выделялись иными бамперами и передними крыльями.
Следуя идеологии производства унифицированного шасси с возможностью установки на него любого кузова, дизайн экстерьера автомобиля мог различаться в зависимости от пожеланий клиента. Так, например, облицовка радиатора и задние двери модели императора Хирохито были украшены золотыми бутонами хризантемы (символом императорского дома); на передней части крыши установили специальные сигнальные фонари, а подножки дверей оснастили скребками для очистки обуви от грязи.

### Интерьер

#### W07
В интерьере «Большого Мерседеса» первой серии особенно выделялось многофункциональное рулевое колесо с пятью функциями: управлением звуковым сигналом, светом, обдувом, а также трансмиссией.
Заказные модели наподобие той, что была доставлена императору Хирохито, отличались эксклюзивной отделкой и оформлением интерьера под заказ. Так, например, сиденья и дверные панели в автомобиле японского императора обтянули тончайшей кожей, а руль перенесли на правую сторону.

### Двигатели

#### W07
Автомобили серии W07 оснащались 7,7-литровым восьмицилиндровым силовым агрегатом прогрессивной конструкции, работавшим на жидком топливе. Одной из особенностей модели стала возможность установки на заказ специального, приводимого от коленчатого вала, нагнетателя, который увеличивал производительность с 150 л. с. (110 кВт) до 200 л. с. (147 кВт). Клапанный механизм верхнего расположения. Блок двигателя, выполненный из серого литейного чугуна и хромоникелевого сплава, размещал коленчатый вал с девятью подшипниками и закрывался снизу поддоном картера из лёгкого сплава (электрон). Головка блока цилиндров содержала восемь свечей зажигания, которые работали в паре с аккумулятором и зажиганием от магнето.
Вариант с нагнетателем оснащался двумя карбюраторами с насосами-ускорителями и дросселями. Для облегчения холодного старта впускной коллектор предварительно подогревался.
| Mercedes-Benz 770                | W07 (без наддува)                                                  | W07 (с наддувом)                                                                |
| -------------------------------- | ------------------------------------------------------------------ | ------------------------------------------------------------------------------- |
| Двигатель                        | M07, 8-цилиндровый рядный (четырёхтактный), бензиновый, продольный | M07 K, 8-цилиндровый рядный (четырёхтактный) с наддувом, бензиновый, продольный |
| Количество клапанов расположение | 1 впускной, 1 выпускной, подвесные                                 | 1 впускной, 1 выпускной, подвесные                                              |
| Управление клапанами             | 1 боковой распределительный вал                                    | 1 боковой распределительный вал                                                 |
| Рабочий объём                    | 7655 см³                                                           | 7655 см³                                                                        |
| Диаметр цилиндра × ход поршня    | 95 × 135 мм                                                        | 95 × 135 мм                                                                     |
| Мощность                         | 110 кВт (150 л. с.) при 2800 об/мин                                | 147 кВт (200 л. с.) при 2800 об/мин                                             |
| Степень сжатия                   | 4,7:1                                                              | 4,7:1                                                                           |
| Система питания                  | 1 трёхкамерный сдвоенный карбюратор                                | 1 трёхкамерный сдвоенный карбюратор                                             |
| Охлаждение                       | жидкостное                                                         | жидкостное                                                                      |
| Максимальная скорость, км/ч      | 150                                                                | 160                                                                             |
| Расход топлива на 100 км         | 29 л                                                               | 30 л                                                                            |
| Топливный бак                    | 120 л                                                              | 120 л                                                                           |

#### W150
Как и предшественник, автомобиль предлагался с двумя вариантами двигателей. Их конструкция осталась в основном неизменной, но получила небольшую модернизацию. Благодаря более высокой компрессии и увеличению числа оборотов двигателя мощность восьмицилиндровой силовой установки возросла с 200 до 230 л. с. (169 кВт). Производительность обычного атмосферного двигателя возросла на 5 л. с. и составила 155 л. с. (114 кВт). Для улучшения охлаждения стержни выпускных клапанов были заполнены натриевой солью. Увеличение производительности сказалось и на показателях максимальной скорости, которая возросла до 170 км/ч.
| Двигатель                         | M150, 8-цилиндровый рядный (четырёхтактный), бензиновый, продольный, с отключаемым наддувом | M150, 8-цилиндровый рядный (четырёхтактный), бензиновый, продольный, с отключаемым наддувом |             |             |
| Количество клапанов, расположение | 1 впускной, 1 выпускной, подвесные                                                          | 1 впускной, 1 выпускной, подвесные                                                          |             |             |
| Управление клапанами              | 1 боковой распределительный вал                                                             | 1 боковой распределительный вал                                                             |             |             |
| Рабочий объём                     | 7655 см³                                                                                    | 7655 см³                                                                                    |             |             |
| Диаметр цилиндра × ход поршня     | 95 × 135 мм                                                                                 | 95 × 135 мм                                                                                 | 95 × 135 мм | 95 × 135 мм |
| Мощность                          | 114 кВт (155 л. с.) при 3000 об/мин                                                         | 169 кВт (230 л. с.) при 3200 об/мин                                                         |             |             |
| Степень сжатия                    | 6,1:1                                                                                       | 6,1:1                                                                                       |             |             |
| Система питания                   | 1 трёхкамерный сдвоенный карбюратор                                                         | 1 трёхкамерный сдвоенный карбюратор                                                         |             |             |
| Охлаждение                        | жидкостное                                                                                  | жидкостное                                                                                  |             |             |
| Максимальная скорость, км/ч       | 145                                                                                         | 170                                                                                         |             |             |
| Расход топлива на 100 км          | 30 л (40 л для бронированной версии)                                                        | 30 л (40 л для бронированной версии)                                                        |             |             |
| Топливный бак                     | 195 л                                                                                       | 195 л                                                                                       |             |             |

### Ходовая часть

#### Шасси

##### W07
На модель установили жёсткую ось из хромоникелевой стали с Н-образным сечением спереди и жёсткую ось типа «банджо» сзади. Обе крепились к U-образной раме при помощи длинных полуэллиптических рессор и поддерживались рычажными амортизаторами. В ранних транспортных средствах смазка шасси осуществлялась автоматически с при помощи центрального механизма, который выкачивал моторное масло из поддона и направлял в соответствующие точки трения. В поздних моделях применялась стандартная централизованная система смазки.

##### W150

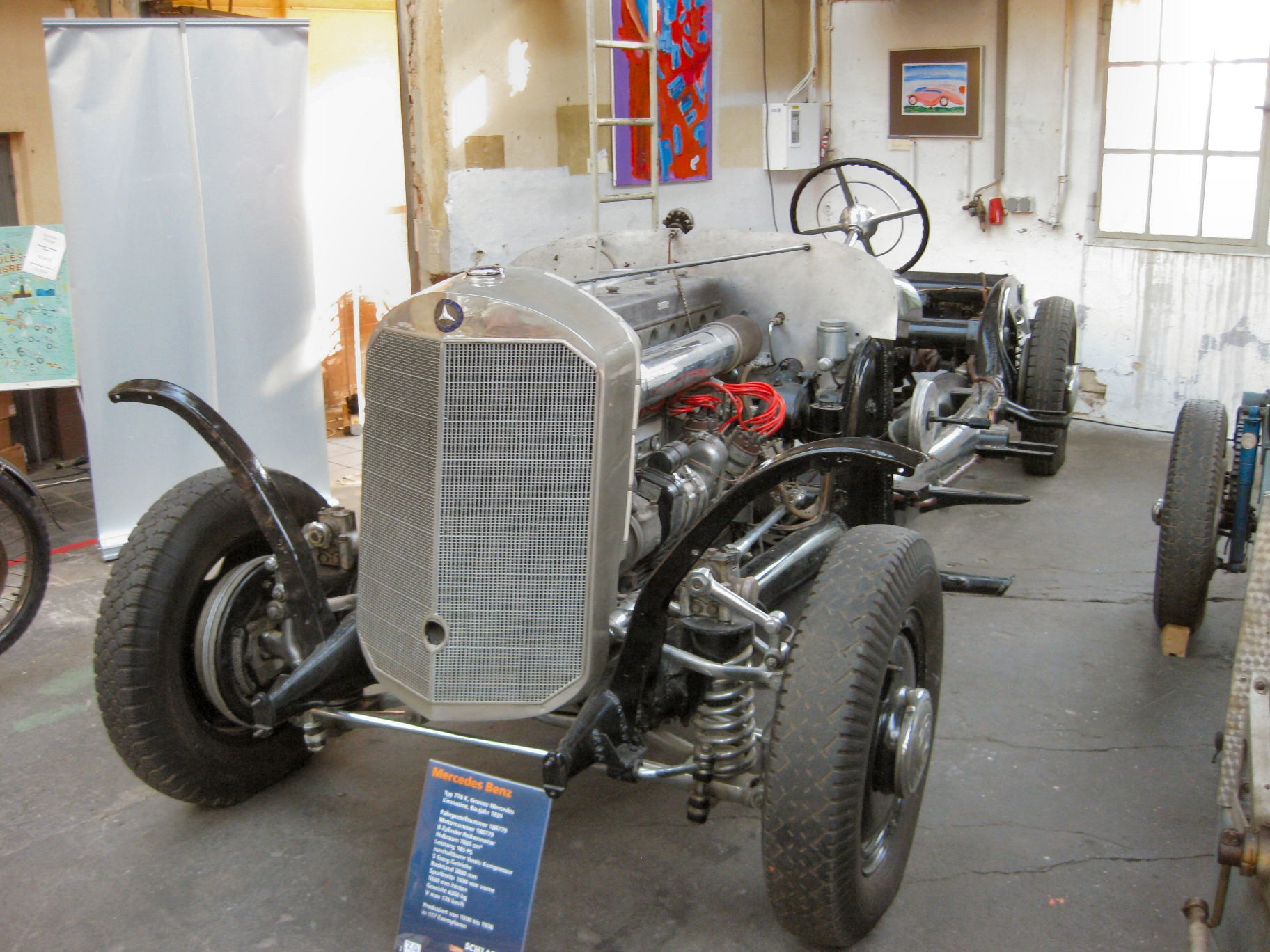
Шасси Mercedes-Benz 770 (W150)

В отличие от своего предшественника, Mercedes-Benz W150 получил заново разработанную ходовую часть. Новое шасси автомобиля было сделано из трубы овального сечения, с независимой подвеской передней оси с трапециевидными рычагами и винтовой пружиной посередине и подвеской типа «Де Дион» сзади с цилиндрическими пружинами, что дало в результате высокую жёсткость в сочетании с низким весом и повысило комфорт в управлении автомобилем. Лонжероны были подключены к шести поперечным трубам, которые приваривались к продольным элементам. Это и иные решения создали отличное сцепление с дорожным покрытием, что было необычно для таких больших и тяжёлых автомобилей класса люкс. Данный факт был отмечен британским журналом The Motor в выпуске за 23 мая 1939 года:
Обычно лимузины таких габаритов не дают каких либо захватывающих ощущений при управлении. Мы провели несколько быстрых заездов по извилистым дорогам и считаем уровень управляемости и сцепления с дорогой, несомненно, очень достойным. Автомобиль держит свой курс превосходно при быстром прохождении поворотов, а абсолютная жёсткость трубчатого шасси хорошо отражена в сцепление с дорогой. Несмотря на то, что никакой системы контроля устойчивостью на модели нет, тем не менее система подвески обеспечивает хорошее сочетание мягкой езды в городе с устойчивостью на поворотах и свободу от чрезмерного крена на открытой дороге, а автомобиль в целом создаёт представление о значительной стабильности.

#### Трансмиссия

##### W07
Автомобиль оснащался трёхскоростной коробкой переключения передач, которая предлагала водителю в сумме шесть передач. Особой функцией являлась перегружающая передача, которая активировалась предварительно при помощи рычага на рулевом колесе и кратковременным торможением без нажатия педали сцепления. Тот же метод применялся для перехода на понижающую передачу. Всего за время производства трансмиссия W07 имела два варианта отношений главной передачи: 4,5 и 4,9.

##### W150
Передача мощности от двигателя на заднюю ось Mercedes-Benz W150 осуществлялась при помощи пятиступенчатой механической коробки переключения передач — прямая четвёртая передача и пятая ускоряющая.

#### Колёса и шины

##### W07
Флагманская версия серии оснащалась колёсами с деревянными (известный как артиллерийские колёса) или металлическими спицами, на которых устанавливались шины размерностью 7,00-20. Кроме того, концерн предлагал также оснастить автомобиль большими пневматическими шинами размером 190×20 или шинами низкого давления 8,25×17. Владельцы ранних моделей жаловались на трудность замены колёс автомобиля при помощи ручного домракта. В связи с этим компания добавила встроенный гидравлический подъёмник, который умел поднимать отдельные колёса.

## Производство
Производство автомобилей с кузовом W07 осуществлялось на заводе в городе Штутгарт-Унтертюркхайм. Шасси для сторонних кузовных модификаций выпускались в Зиндельфингене (за исключением одного, который был построен на заводе в Мангейме в марте 1936 года). В общей сложности было произведено 117 единиц серии W07, 42 из которых были выпущены только в 1931 году, после чего в год собиралось от четырёх до 13 единиц. Наиболее распространённым вариантом кузова стал пульман-лимузин (42 единицы), а после него версия туринг (26 единиц). Последний экземпляр W07 был собран в октябре 1938 года. В то же время стартовало серийное производство модели преемника, который был представлен в феврале 1938 года и получил тот же коммерческий индекс модели (770), но другой заводской код (W150).
Сборка всех моделей W150 осуществлялась на заводе в Зиндельфингене. В общей сложности до 1943 года было выпущено 88 единиц серии.
|                 | W07 | W150                                 |
| --------------- | --- | ------------------------------------ |
| Шасси           | 19  | —                                    |
| Лимузин         | —   | 10 (специальная бронированная серия) |
| Пульман-лимузин | 42  | 18                                   |
| Туринг          | 26  | 46                                   |
| Кабриолет B     | 2   | 1                                    |
| Кабриолет C     | 4   | —                                    |
| Кабриолет D     | 18  | 5                                    |
| Кабриолет F     | 8   | 7                                    |
| Всего           | 119 | 88                                   |

## Современность
На сегодняшний день сохранилось совсем немного экземпляров Mercedes-Benz 770, так как большая часть из них была уничтожена во время боевых действий второй мировой войны.
Выставка Канадского военного музея в Оттаве имеет в своём распоряжении один из семи автомобилей, использовавшихся Гитлером. Американский военнослужащий нашёл эту модель в кузове W150 1940 года выпуска в Австрии в конце войны, после чего она была отправлена в США и в конце концов продана бизнесмену, который впоследствии передал ее музею.
Чёрный Mercedes-Benz 770K 1938 года представлен на выставке в музее техники в Зинсхайме, Германия. Предполагается, что данная модель принадлежала центральному правительственному учреждению Германии и использовалась самим Адольфом Гитлером во время парадов.
Mercedes-Benz 770K Cabriolet B 1939 года выпуска был показан на выставке «Concours d’Elegance» в Пеббл-Бич, Калифорния. Автомобиль представляет собой 2-дверный, 5-местный кабриолет, что делает его особенно необычным, так как большинство автомобилей W150 были собраны в кузове с крышей. Модель окрашена в тёмно-красный цвет, а в салоне преобладает кожа. Автомобиль принадлежит семье Уильяма Лайона, сооснователю автомобилестроительной компании Jaguar.
В рамках коллекции транспортных средств, выставленной в историческом зале Королевской Гвардии в Мадриде (Испания) и находящейся в собственности национального наследия и Министерства обороны Испании, находится автомобиль Mercedes-Benz 770, который принадлежал Франсиско Франко.